# Вулиця Миколи Лисенка (Житомир)
Вулиця Миколи Лисенка — вулиця у Корольовському районі міста Житомира. Названа на честь видатного українського композитора Миколи Лисенка. 

## Розташування
Вулиця знаходиться в центральній частині міста, у Старому місті, в урочищі Петровська Гора. Початок бере від вулиці Лермонтовської, завершується кутком біля вулиці Дмитра Донцова. Перетинає вулицю Пушкінську. Рельєф вулиці характеризується значним ухилом з початку до її завершення (тупика).

## Історія
Вулиця відома за назвою «Тісна вулиця» наприкінці XVIII ст. На мапі Житомира 1827 року показана як дорога від Юридики Поєзуїтської (Єзуїтського монастиря) до кладовища, розташованого на Петровській Горі. На плані 1915 року вулиця має назву Мала Чуднівська та з'єднує вулицю Чуднівську (в даний момент вулиця Леха Качинського) з вулицею Лермонтовською. Перетинає Любарську та Пушкінську вулиці, а також струмок між ними. Ідентична топографічна ситуація наведена на мапі Житомира 1941 року. Адресація будівель вздовж вулиці здійснювалася від Чуднівської до Лермонтовської. На плані міста 1951 року вулиця вже з новою назвою, яку мала до 1996 року — вулиця Лазо. Як і раніше, вулиця Лазо розпочиналась з Чуднівської і завершувалася на Лермонтовській. Після побудови наприкінці 1970-х років нової магістралі, що поєднувала вулиці Любарську та Пушкінську (пізніше зазначеній магістралі надано назву вулиця Дмитра Донцова), відрізок вулиці Лазо, що нині являє собою вулицю Миколи Лисенка виявився ізольованим від свого початку (тобто від вулиці Дмитра Донцова між вулицями Леха Качинського та Любарською) і фактично вулиця розпочиналася з кутка. Тому, в 1996 році, ізольованій від свого початку частині вулиці Лазо надано нову назву — вулиця Миколи Лисенка, а також змінено адресацію будинків на зворотну, тобто з вулиці Лермонтовської до кінця вулиці (тупика).
Забудова вулиці здійснювалася здебільшого у другій половині XIX ст. Переважна кількість історичної забудови збереглась. Фасади колишніх особняків зазнали спотворення в останні декілька десятиріч і не відображають власний первісний вигляд. Так, фасади надзвичайної ефектності особняку колезького радника Гамільтона Максиміліана Олексійовича були облицьовані силікатною цеглою. У радянські часи збудовано декілька дво- та триповерхових будинків на початку вулиці.

#### Видатні особистості, які проживали по вулиці Миколи Лисенка
Фещенко-Чопівський Іван Адріянович протягом 1892—1893 років мешкав у дохідному будинку Катерберга (нині № 16). У будинку № 1, на розі з Лермонтовською вулицею, проживав митець Раков Михайло Васильович.

## Сучасність
Вулиця Миколи Лисенка протяжністю 350 м. Хідники влаштовані частково. Покриття вулиці — асфальт.
Маршрути громадського транспорту по вулиці не проходять. Найближчі зупинки громадського транспорту — на відстані від 300 м до 500 м.